# 贝杜尔县
贝杜尔县（Betul district）是印度中央邦所辖的一个县，行政中心为贝杜尔镇。贝杜尔县面积10043 km²，总人口13,95,175(2001年)，人口密度138人/km².

## 地理
贝杜尔县平均海拔2000英尺，气候宜人，森林覆盖率高。境内的主要河流为Ganjal河(达布蒂河的支流)、Morand河、Tawa河。